# Головинське шосе
Голови́нське шосе́ — шосе у Москві, на території районів «Головинський» і  «Войківський» Північного адміністративного округу.

## Опис
Бере початок від Ленінградського шосе, на шосе розташований вихід з метро Водний стадіон, закінчується на розі з Нарвською, Виборзькою та Міхалковською вулицею.

## Походження назви
Шосе отримало назву від села Головіно.

## Об'єкти
- Головинське кладовище
- Храм святих Царських мучеників і всіх новомучеників й сповідників Російських (Російська православна автономна церква)